# 戸沢村
戸沢村（とざわむら）は、山形県最上郡にある村。1955年（昭和30年）4月1日に旧・古口村、旧・戸沢村、角川村が合併して古口村となり、同年5月1日に古口村から戸沢村に改称して成立した。

## 地理
村の西側は出羽山地、東側は新庄盆地で、村の中央を最上川が西進する。最上川に沿って、国道47号と陸羽西線が走っており、西に庄内町、東に新庄市がある。
高屋駅に隣接して国設最上川スキー場があったが閉鎖され、2006年（平成18年）からスキー場跡地を自然に復帰させる事業が行われている。
また、昭和時代に野口集落で油田の掘削を行ったところ、温泉と原油の混合物が噴出したが、原油は十分には出なくなり、噴出した温泉を使って日帰り温泉施設「ぽんぽ館」が作られた。
- 山:火打岳、立原山、剣崎山、鳥形山、高倉山
- 河川:最上川、鮭川、角川

## 歴史
戸沢村は、最上川とともにあった村であった。
戸沢村が最初に歴史に登場するのは、延喜式の兵部省「諸国駅伝馬条」である。多賀城から庄内地方を経由して日本海沿岸を秋田城へ向かう官道に、「佐藝（さぎ）駅 駅馬四疋、船十隻」の記述が出てくる。この駅亭は水駅と思われ、現在の津谷地内の最上川と鮭川の合流地点付近にあったと推定されている（現在の鮭川村真木新田とする説もある）。
古くから庄内地方と最上地方を結ぶ水運の要であったが、俳人松尾芭蕉が『板敷山』と称した、最上峡の厳しい地形にさえぎられ、道路の開削はできなかった。江戸時代には、現在の村の中心である古口集落に新庄藩の船番所が置かれ、舟の往来の監視を行っていた。明治時代に、難工事の末に「磐根街道」(現国道47号)と呼ばれる道路が開削され、大正時代に陸羽西線が開通し、舟運の歴史に幕を閉じた。現在は、川下りでは日本最大の規模である「最上川舟下り」を中心に、草薙温泉、道の駅とざわなどの観光業が中心の村である。
2024年（令和6年）7月26日、県内を襲った集中豪雨により最上川が氾濫。村役場のある古口地区などが広い範囲で浸水した。

### 沿革
- 1889年（明治22年）4月1日 - 町村制の施行により、最上郡古口町村、蔵岡村、角川村の区域をもって古口村（ふるくちむら）が発足。
- 1892年（明治25年）7月8日 - 古口村の一部（大字角川）が分立し、角川村が発足。
- 1916年（大正5年）7月28日 - 村役場が移転[3]。
- 1955年（昭和30年）
  - 4月1日 - 最上郡角川村・戸沢村と新設合併し、改めて古口村が発足。
  - 5月1日 - 戸沢村に改称。

## 行政
- 村長：加藤文明（2023年3月2日就任、1期目）

## 経済

### 産業
2015年の国勢調査では第1次産業従事者が357人（15.5％）、第2次産業837人（36.4%）、第3次産業1106人（48.1％）となっている。
2014年の市町村民経済計算では村内総生産額94億2000万円で第1次産業が15億5800万円（16.6%）、第2次産業20億3000万円（21.6%）、第3次産業57億4000万円（61.0%）、控除等（帰属利子等）が7800万円（0.8%）となっている。村民1人当たりの所得は163万5千円と県民所得（258万3千円）、国民所得（286万8千円）を大きく下回っている。

### 郵便局
- 古口郵便局（集配局）
- 戸沢郵便局
- 角川郵便局
- 神田簡易郵便局

### 金融機関
- 山形もがみ農業協同組合 - 村指定金融機関[5]

## 姉妹都市・提携都市
国内
- 三鷹市（東京都）
  - 1989年に友好都市
- 中井町（神奈川県）

海外
- ジェネラルトリアス（フィリピン）

## 地域

### 人口
村内人口の減少が深刻で、過去最大人口だったのは3村が合併前の1950年の11,454人で以降は一度も増加することなく減少し続けている。2017年3月31日時点の老齢人口割合（65歳以上）36.8％と全国平均よりも約10ポイント高い。そのため、1986年以降農業の後継者対策として国際結婚を推進し、嫁不足問題解消のため、村を挙げて韓国からの花嫁としての来村を募った。そして日本人社会に馴染めるように戸沢村は日本語教室の開講をはじめ、村民との相互理解を図るための交流事業などを実施した。1997年、国道47号沿いに韓国風に統一した『道の駅とざわモモカミの里 高麗館』が完成した。韓国からの花嫁が道の駅とざわにてキムチソフトクリームなどを提供している。しかし、2007年以降は外国人配偶者との離婚や外国人研修生の帰国などで外国人転出者が増加している。
| |                                        |  |
| 戸沢村と全国の年齢別人口分布（2005年） | 戸沢村の年齢・男女別人口分布（2005年） |  |
| ■紫色 ― 戸沢村 ■緑色 ― 日本全国 | ■青色 ― 男性 ■赤色 ― 女性              |  |
| 戸沢村（に相当する地域）の人口の推移 \| 1970年（昭和45年） \| 8,600人 \| \| \| 1975年（昭和50年） \| 7,939人 \| \| \| 1980年（昭和55年） \| 7,601人 \| \| \| 1985年（昭和60年） \| 7,421人 \| \| \| 1990年（平成2年） \| 7,248人 \| \| \| 1995年（平成7年） \| 6,959人 \| \| \| 2000年（平成12年） \| 6,450人 \| \| \| 2005年（平成17年） \| 5,915人 \| \| \| 2010年（平成22年） \| 5,304人 \| \| \| 2015年（平成27年） \| 4,773人 \| \| \| 2020年（令和2年） \| 4,199人 \| \| |                                        |  |
| 総務省統計局 国勢調査より |                                        |  |
| 1970年（昭和45年） | 8,600人                                |  |
| 1975年（昭和50年） | 7,939人                                |  |
| 1980年（昭和55年） | 7,601人                                |  |
| 1985年（昭和60年） | 7,421人                                |  |
| 1990年（平成2年） | 7,248人                                |  |
| 1995年（平成7年） | 6,959人                                |  |
| 2000年（平成12年） | 6,450人                                |  |
| 2005年（平成17年） | 5,915人                                |  |
| 2010年（平成22年） | 5,304人                                |  |
| 2015年（平成27年） | 4,773人                                |  |
| 2020年（令和2年） | 4,199人                                |  |

### 教育
「村民が皆共に育てる」という意味で町の教育委員会に「共育課」という部署が設置されている。
- 戸沢村立戸沢学園

### 国保発祥の地
1934年（昭和9年）の大凶作では水稲被害が九割九分に上り、被害を打開するため、1936年（昭和11年）に相互扶助の精神に基づく角川村保健組合を発足させた。現金収入の無い人は農作物や山菜を供出することもできた。この組合は2年後の国民健康保険法施行により、名称を「角川村国民健康保険組合」に改め、国の認可第1号となった。日本で初めて国民健康保険のシステムを整えた自治体として、戸沢村農村環境改善センター前には「国保発祥の地」の石碑が建っている。

## 交通

### 周辺の空港
- 庄内空港（酒田市・鶴岡市）
- 山形空港（東根市）

### 鉄道路線
東日本旅客鉄道（JR東日本）
- 陸羽西線：津谷駅 - 古口駅 - 高屋駅

### バス路線
- 最上川交通
- 戸沢村営バス

### 道路
一般国道
- 国道47号

都道府県道
- 主要地方道
  - 山形県道34号新庄戸沢線
  - 山形県道57号戸沢大蔵線
  - 山形県道58号新庄鮭川戸沢線

## 放送通信
- 村の中心部と村の西部にある高屋･草薙集落との間は最上峡にさえぎられ、電柱が敷設されていない[1]。電話回線も庄内地方を経由しており、最上地方では唯一酒田市・飽海郡の市外局番である[1]。そのため村の中心部に電話をかけるときには、同じ村内にもかかわらず市外局番から押さなければならない。
- 山形放送ラジオで「精密同一周波数放送実用化試験局」を運用していた頃、山形送信局と鶴岡中継局の中間地点に当たる古口集落で、聴取レベルが均衡になるように調整が行われた。[要出典]

## 観光ほか
- 温泉
  - 今神温泉
  - 草薙温泉
  - 野口温泉

- 景勝地
  - 白糸の滝（日本の滝百選）
  - 仙人堂 - 常陸坊海尊が定住し、余生を過ごした地と伝えられる
  - 神代杉 - 源義経の東下りゆかりの地
  - 幻想の森 - 最上峡の左岸山中にある山ノ内杉（神代杉、土湯杉、仙人杉とも）の樹齢千年を超えると思われる幹周り15mを超える巨木の群生地[9][10]

- アクティビティー
  - 最上川舟下り

- 道の駅
  - 道の駅とざわ（韓国のおもてなし）

- 白糸の滝
- 最上川舟下り乗船場
- 最上川舟下り
- 最上川周遊船
- 幻想の森
- 道の駅とざわ
- 外川神社仙人堂
- 義経ロマン観光の渡船（仙人堂桟橋）
- 仙人堂から見た最上峡芭蕉ライン観光の遊覧船

## 出身有名人
- 最上九（プロレスラー）
- 荒川清（俳優）